# Tami Oldham Ashcraft
Tami Oldham Ashcraft   (San Diego, 20 de febrer de 1960) és una marinera i autora estatunidenca que, el 1983, va sobreviure quaranta-un dies a la deriva a l'oceà Pacífic. La seua història va inspirar la pel·lícula Adrift del 2018.

## Naufragi de 1983
El 1983, el promés d'Ashcraft, el mariner britànic de trenta-quatre anys Richard Sharp, va ser contractat per dur el iot Hazaña de Tahití a San Diego. Ashcraft, amb vint-i-tres anys en aquell moment, el va acompanyar a la travessia. La parella va salpar del port de Papeete el 22 de setembre.
El 12 d'octubre, el vaixell va quedar atrapat en el camí de l'huracà Raymond. Quan el vaixell era impactat per onades de 12 metres i vents de 72 m/s, Sharp va menar Ashcraft sota la coberta. Moments després, va sentir-lo cridar «Oh, Déu meu!». El iot es va bolcar, Ashcraft fou llançada contra la paret de la cabina i va quedar inconscient. En recuperar la consciència, unes vint-i-set hores més tard, Sharp havia desaparegut i l'Hazaña va quedar greument danyat: la cabina estava mig inundada, els pals del iot s'havien trencat i la ràdio i el sistema de navegació estaven inoperables.
Ashcraft va muntar una vela improvisada amb un pal trencat de l'espinàquer i un floc de tempesta (una vela triangular) i va fabricar una bomba per drenar la cabina. A causa del dany del vaixell i de les condicions del vent local, va determinar que la seua ruta original a San Diego ja no era viable i va decidir fer les 1.500 milles de viatge a Hawaii.
Sense un sistema de radionavegació, Ashcraft es va veure obligada a pilotar el iot manualment amb l'ajuda d'un sextant i un rellotge. Va sobreviure principalment amb aliments enllaunats durant aquest temps. El 22 de novembre (quaranta-un dies després del naufragi) Ashcraft va arribar a Hilo, Hawaii.